# Action directe
Az Action directe (AD) egy földalatti mozgalom anarchista és kommunista vonásokkal Franciaországban 1979 és 1987 között, mely körülbelül 50 merényletet és gyilkosságot vállalt magára. A szervezetet egy 1982. augusztus 19-i dekrétum alapján betiltották és feloszlatták, tagjait a Párizsi Legfelsőbb Bíróság terrorizmus vádjával elítélte.

## Története
Az Action directe a GARI (Internacionalista forradalmi akciócsoportok) és az NAPAP (Fegyveres sejtek a népi függetlenségért) egyesüléséből született, mely végül 1977-ben az „autonóm mozgalom politikai-katonai koordinációjának” megalapításához vezetett. Ez a koordináció alakult át 1977-ben „gerillaszervezetté”, mely a 20. század elejei anarcho-szindikalista mozgalomtól kölcsönzött Action directe név alatt követett el – akkor még csak – anyagi kárral járó merényleteket az „imperializmus elleni harc” és a „proletariátus védelmének” érdekében. Az 1981-es amnesztia után az aktivistáik többsége befejezte az erőszak alkalmazását, azonban a többiek (egy párizsi és egy lyoni ágra szakadva) fegyveres harcba kezdtek. 
Az ólomidőknek is nevezett 1970-es évek alatt számos, az elmúlt két évszázad anarchista aktivistái által elismert, „a tett propagandáját” követő csoportosulás jelent meg: a Rote Armee Fraktion (Vörös Hadsereg Frakció) Nyugat-Nemetorszagban, a Brigate Rosse (Vörös Brigádok) Olaszországban, a Szekigunha (Japán vörös csillag hadsereg) Japánban, a November 17. Görögországban, az IRA (Ír köztársasági hadsereg), a Cellules communistes combattantes (Harcoló kommunista csoportok) Belgiumban, az ETA, Weatherman az USA-ban, a KP-ML és a Devrimci Sol Törökországban stb.
1984-től kezdve az Action directe párizsi csoportja egyesült a RAF-fal a „Nyugat-Európa forradalmi egységei” mozgalmi név alatt, míg a lyoni ág az antiszemitizmus felé fordulva 5 erőszakos támadást hajtott végre. Leginkább ez a csoport volt Franciaországban az akkori marxista irányzat kifejezője. Úgy tartotta, hogy csak a terrorista akciók segítségével képesek egy elnyomó rendszer ellen fellépni.
Az Action directe többek között a következő cselekményekért vállalta a felelősséget: géppisztolytámadás 1979. május 1-jén a párizsi CNPF (Francia Vállalati Vezetők Országos Tanácsa) épülete ellen; miniszterek, a Sonacotra (a szociális lakásokat kezelő, állami irányítással működő társaság), ingatlanügynökségek, a francia hadsereg építményei, a fegyveriparhoz kötődő társaságok és Izrael állam ellen elkövetett merényletek; 1983-ban 3 párizsi rendőr, René Audran (a francia fegyvereladásokért felelős tábornok) és 1986-ban Georges Besse (a Renault vezérigazgatója) meggyilkolása. Emellett számos, általuk csak a proletariátus jogos kártalanításának tekintett fegyveres rablást is elkövettek.
1987. február 21-en az Action directe vezető tagjait, Jean-Marc Rouillant, Nathalie Ménigont, Joëlle Aubront és Georges Ciprianit Loiret megyében, egy Vitry-aux-Loges-i farmon elfogták. Mind a négyüket (és az 1984-ben elfogott Régis Schleichert) életfogytiglani börtönbüntetésre itélték, legkorábban 18 év utáni feltételes szabadlábrahelyezéssel. 
Joëlle Aubron büntetését 2004 júniusában egészségi okok miatt felfüggesztették. 2006. március 1-jén hunyt el Párizsban tüdőrákban. Jean-Marc Rouillannak írásai jelentek meg a börtönéletről a Ce qu'il faut détruire-ben (Amit el kell pusztítani). Nathalie Ménigon a bürtönben kétszer agyvérzést kapott, ami miatt egyensúly-, mozgás- és memóriazavarban szenved. Az ő egészségi okok miatti szabadlábra helyezését legutoljára 2006. október 24-én utasították el. Régis Schleicher kérelmeit mindeddig visszautasították.

## Bibliográfia

### Tanulmányok az Action directe-ről
- Alain Hamon et Jean-Charles Marchand, Action directe. Du terrorisme français à l'euroterrorisme, Le Seuil 1986
- Roland Jacquard, La longue traque d'Action directe, Albin Michel, 1987
- Michael York Dartnell, Action directe : ultra-left terrorism in France, London 1995
- Loïc Debray, Jean-Pierre Duteuil, Philippe Godard, Henri Lefebvre, Catherine Régulier, Anne Sveva, Jacques Wajnsztejn, Paroles Directes. Légitimité, révolte et révolution : autour d'Action directe, Acratie 1990

### Az Action directe tagjainak művei
- Action directe, Pour un projet communiste, Docom 1982
- Action directe, Textes de prison, 1992–1997, Jargon libre 1997
- Le Prolétaire précaire, Jean-Marc Rouillan, Nathalie Ménigon, Joëlle Aubron, Régis Schleicher, Acratie 2000
- Jean-Marc Rouillan, Je hais les matins, Denoël 2001

## Filmográfia
- Action directe : la révolution à tout prix, Jean-Charles Deniau, France 3 – Théophraste 2001 ;
- Faites entrer l'accusé : Action directe, France2.
- Ni vieux, ni traîtres, Pierre Carles 2006.

## Lásd még
- Vörös Hadsereg Frakció
- Vörös Brigádok
- anarchizmus
- maoizmus
- terrorizmus
- kommunizmus
- szocializmus
- politika
- közvetlen akció